# Victoria Dyring
Sonja Victoria Dyring, född 18 december 1972 i Danmarks församling i Uppsala kommun, är en svensk TV-programledare och TV-producent.

## Biografi

### Tidiga år och studier
Victoria Dyring växte upp i ett vetenskapsinriktat hem strax utanför Uppsala som dotter till vetenskapsjournalisterna Eric och Annagreta Dyring. Vidare har hon en äldre syster som är partikelfysiker. Hon utbildade sig inom bland annat vetenskapsteori och miljö och naturresurser i samhällsplaneringen, men studerade även teatervetenskap och ägnade sig som ung mycket åt teater, improvisationsteater och spex i Uppsala, med studier vid Calle Flygare Teaterskola.

### Karriär
Sedan slutet av 1990-talet har hon varit verksam vid Sveriges Television, först som programledare för barnprogrammet Hjärnkontoret. Hon har till stor del kommit att specialisera sig på program med vetenskaplig anknytning och till exempel varit programledare, reporter eller producent i sändningar i samband med Nobelpriset, Nobelstudion, nationaldagsfiranden, Svenska Idrottsgalan, Kunskapsgalan, Vi i femman 2001–2003 och Lilla Melodifestivalen. 2010 återtog hon, efter att ha arbetat mycket med produktionsarbete, rollen som programledare, nu för Vetenskapens värld.
Hon har haft engagemang inom Stockholm Water Prize och Augustprisets fackboksjury.
År 2010 blev hon hedersdoktor vid Stockholms universitet för sitt populärvetenskapliga engagemang inom televisionen.
Dyring var under åren 2017–2019 juryordförande för Stockholm Junior Water Prize.

## Priser och utmärkelser
- Gunilla Arhéns Förebildspris,  2002[1][2]
- Honoris causa

[Redigera Wikidata]